# Сии, Кадзуо
Кадзуо Сии (яп. 志位 和夫, родился 11 февраля 1954 года) — японский политический деятель. Председатель ЦК Коммунистической партии Японии (КПЯ) с 2024 года. Член Палаты представителей с 1993 года. В прошлом — председатель Коммунистической партии Японии (2000—2024), председатель cекретариата Коммунистической партии Японии (1990—2000).

## Ранние годы
Сии родился в Йоцукайдо, префектура Тиба, Япония. Окончил Токийский университет со степенью бакалавра технических наук по физике и инженерии. Кадзуо присоединился к Коммунистической партии Японии (КПЯ) на первом курсе университета и стал активным участником студенческого крыла партии. После окончания обучения в Токийском университете, он получил работу в комитете КПЯ в Токио, взял на себя ответственность за организацию молодежных студенческих движений. Он работал в Центральном комитете КПЯ с 1982 года.

## Политическая карьера
В 1990 году Сии стал главой Секретариата и был избран членом Палаты представителей в 1993 году. На партийном съезде в 2000 году Сии был избран лидером партии.
Сии стал первым председателем КПЯ, который посетил Южную Корею и первым японским политиком, который посетил тюрьму Содэмун. Он отдал дань памяти корейским антиколониальным активистам, которые были заключены в тюрьму в период японского колониализма.
На 29-м съезде Коммунистической партии Японии 18 января 2024 года избран Председателем ЦК Коммунистической партии Японии.

## Увлечения
Кадзуо играет на пианино. Он утверждает, что музыка является «частью его жизни» и всерьёз задумывался стать музыкантом. Когда он собирался поступить в университет, он думал, заниматься музыкой или физикой, и в конце концов выбрал физику. Сии говорит, что его любимыми композиторами являются Франц Шуберт и Дмитрий Шостакович.